# قطعنامه ۱۱۱ شورای امنیت
قطعنامه ۱۱۱ شورای امنیت سازمان ملل متحد که در تاریخ ۱۹ ژانویه ۱۹۵۶ تصویب شد، سندی بین‌المللی دربارهٔ مسئلهٔ فلسطین است. این قطعنامه طی نشست ۷۱۵ام با ۱۱ موافق، ۰ مخالف و ۰ ممتنع تصویب شد.